# Convenzione di Ginevra del 1961
La Convenzione di Ginevra del 1961 sull'arbitrato commerciale internazionale rappresenta la più importante fonte convenzionale di disciplina dell'arbitrato internazionale in materia commerciale.
Essa è applicabile alle procedure arbitrali se e in quanto entrambe le parti di un contratto abbiano sede o residenza in Stati aderenti alla Convenzione.

## Stati aderenti
L'Italia ha ratificato e dato esecuzione alla Convenzione con L. 10 maggio 1970 n. 418.
Oltre all'Italia, vi hanno aderito i seguenti paesi:
- Albania: ratifica 27 giugno 2001
- Austria: firma 21 aprile 1961, ratifica 6 marzo 1964
- Azerbaigian: ratifica 17 gennaio 2005
- Belgio: firma 21 aprile 1961, ratifica 9 ottobre 1975
- Bielorussia: firma 21 aprile 1961, ratifica 14 ottobre 1963
- Bosnia ed Erzegovina: ratifica 1º settembre 1993
- Bulgaria: firma 21 aprile 1961, ratifica 13 maggio 1964
- Croazia: ratifica 26 luglio 1993
- Cuba: ratifica 1º settembre 1965
- Danimarca: firma 21 aprile 1961, ratifica 22 dicembre 1972
- Federazione Russa: firma 21 aprile 1961, ratifica 27 giugno 1962
- Francia: firma 21 aprile 1961, ratifica 16 dicembre 1966
- Germania: firma 21 aprile 1961, ratifica 27 ottobre 1964
- Lettonia: ratifica 20 marzo 2003
- Lussemburgo: ratifica 26 marzo 1982
- Macedonia: ratifica 10 marzo 1994
- Montenegro: ratifica 23 ottobre 2006
- Polonia: firma 21 aprile 1961, ratifica 15 settembre 1964
- Repubblica Ceca: ratifica 30 settembre 1993
- Romania: firma 21 aprile 1961, ratifica 16 agosto 1963
- Serbia: ratifica 12 marzo 2001
- Slovacchia: ratifica 28 maggio 1993
- Slovenia: ratifica 6 luglio 1992
- Spagna: firma 14 dicembre 1961, ratifica 12 maggio 1975
- Turchia: firma 21 aprile 1961, ratifica 24 gennaio 1992
- Ucraina: firma 21 aprile 1961, ratifica 18 marzo 1963
- Ungheria: firma 21 aprile 1961, ratifica 9 ottobre 1963